# Krvije
Krvije (en serbe cyrillique : Крвије) est un village de Serbie situé dans la municipalité de Petrovac na Mlavi, district de Braničevo. Au recensement de 2011, il comptait 513 habitants.

## Démographie
| 1948 | 1953 | 1961 | 1971 | 1981 | 1991 | 2002 | 2011 |
| ---- | ---- | ---- | ---- | ---- | ---- | ---- | ---- |
| 923  | 921  | 950  | 853  | 858  | 803  | 499  | 513  |

|  |